# Paul Bauer
Pour les articles homonymes, voir Paul Bauer (rabbin) et Bauer.
Paul Bauer, né le 29 décembre 1896 à Kusel (royaume de Bavière) et mort le 9 janvier 1990 à Munich, est un alpiniste allemand considéré comme l'un des grands himalayistes de l'entre-deux-guerres.

## Biographie
Notaire de profession, Paul Bauer commence sa carrière d'alpiniste en 1928 dans le Caucase. En 1929 il dirige une expédition composée de neuf membres sur le Kangchenjunga. La tentative d'ascension s'effectue par l'arête nord-est et nécessite l'établissement de dix camps mais le mauvais temps stoppe l'ascension à 7 400 mètres d'altitude. Paul Bauer encadre une deuxième expédition sur ce même sommet deux ans plus tard sans plus de succès en échouant à 7 600 m. Il relate son expérience dans le livre À l'assaut du Kangchenjunga. En 1936, Bauer est mandaté pour faire rentrer le mouvement alpin dans le giron nazi par le biais de la Deutsche Himalaja-Stiftung (Fondation allemande pour l'Himalaya). Cette même année, il atteint le sommet du Siniolchu (6 888 m) dans l'Himalaya du Sikkim en compagnie de trois compagnons. Enfin, en 1938, il parvient à 7 400 mètres d'altitude au cours de la quatrième expédition allemande au Nanga Parbat. À propos de ce sommet, il publie le livre Autour du Nanga Parbat - 1856–1953.
Durant la Seconde Guerre mondiale, le capitaine Paul Bauer appartient au 3e bataillon du 99e régiment de chasseurs de montagne (1re division de montagne) commandée par le général Ludwig Kübler et reçoit l’agrafe à la Croix de fer de Ire classe.